# Coupe du monde de ski de fond 1993-1994
Navigation
Édition précédente Édition suivante
La 13e édition de la Coupe du monde de ski de fond s'est déroulée du 11 décembre 1993 au 20 mars 1994. Le Kazakh Vladimir Smirnov remporte le classement général chez les hommes pendant que l'Italienne Manuela Di Centa remporte la Coupe du monde.

## Classements

### Classements généraux
| Rang | Nom                | Points |
| ---- | ------------------ | ------ |
| 1    | Vladimir Smirnov   | 830    |
| 2    | Bjørn Dæhlie       | 680    |
| 3    | Jari Isometsä      | 442    |
| 4    | Mika Myllylä       | 430    |
| 5    | Silvio Fauner      | 412    |
| 6    | Vegard Ulvang      | 346    |
| 7    | Thomas Alsgaard    | 326    |
| 8    | Torgny Mogren      | 316    |
| 9    | Alexei Prokourorov | 294    |
| 10   | Sture Sivertsen    | 289    |

| Rang | Nom                     | Points |
| ---- | ----------------------- | ------ |
| 1    | Manuela Di Centa        | 790    |
| 2    | Lioubov Iegorova        | 740    |
| 3    | Elena Välbe             | 570    |
| 4    | Stefania Belmondo       | 481    |
| 5    | Larisa Lazutina         | 458    |
| 6    | Inger Helene Nybråten   | 362    |
| 7    | Nina Gavriliouk         | 356    |
| 8    | Trude Dybendahl         | 319    |
| 9    | Marja-Liisa Kirvesniemi | 264    |
| 10   | Marit Mikkelsplass      | 247    |

## Calendrier et podiums

### Hommes
| Étape                                                   | Lieu           | Épreuve         | Date             | Vainqueur          | Deuxième      | Troisième        |
| ------------------------------------------------------- | -------------- | --------------- | ---------------- | ------------------ | ------------- | ---------------- |
| 1                                                       | Santa Caterina | 30 km Classique | 11 décembre 1993 | Vladimir Smirnov   | Torgny Mogren | Niklas Jonsson   |
| 2                                                       | Davos          | 15 km Libre     | 18 décembre 1993 | Bjørn Dæhlie       | Vegard Ulvang | Torgny Mogren    |
| 3                                                       | Dobbiaco       | 10 km Classique | 21 décembre 1993 | Vladimir Smirnov   | Jari Isometsä | Sture Sivertsen  |
| 4                                                       | Dobbiaco       | 15 km Libre     | 22 décembre 1993 | Vladimir Smirnov   | Silvio Fauner | Bjørn Dæhlie     |
| 5                                                       | Kavgolovo      | 15 km Classique | 9 janvier 1994   | Vladimir Smirnov   | Bjørn Dæhlie  | Mika Myllylä     |
| 6                                                       | Oslo           | 15 km Libre     | 15 janvier 1994  | Vladimir Smirnov   | Bjørn Dæhlie  | Mika Myllylä     |
| Jeux olympiques d'hiver de 1994 (12 au 27 février 1994) |                |                 |                  |                    |               |                  |
| 7                                                       | Lahti          | 15 km Libre     | 5 mars 1994      | Vladimir Smirnov   | Bjørn Dæhlie  | Anders Bergström |
| 8                                                       | Falun          | 30 km Classique | 12 mars 1994     | Harri Kirvesniemi  | Mika Myllylä  | Sture Sivertsen  |
| 9                                                       | Thunder Bay    | 50 km Libre     | 19 mars 1994     | Alexei Prokourorov | Hervé Balland | Silvano Barco    |

### Femmes
| Étape                                                   | Lieu           | Épreuve         | Date             | Vainqueur        | Deuxième                | Troisième           |
| ------------------------------------------------------- | -------------- | --------------- | ---------------- | ---------------- | ----------------------- | ------------------- |
| 1                                                       | Santa Caterina | 5 km Classique  | 11 décembre 1993 | Elena Välbe      | Lioubov Iegorova        | Stefania Belmondo   |
| 2                                                       | Davos          | 10 km Libre     | 18 décembre 1993 | Elena Välbe      | Stefania Belmondo       | Manuela Di Centa    |
| 3                                                       | Dobbiaco       | 15 km Classique | 21 décembre 1993 | Manuela Di Centa | Lioubov Iegorova        | Elena Välbe         |
| 4                                                       | Kavgolovo      | 10 km Classique | 8 janvier 1994   | Lioubov Iegorova | Marja-Liisa Kirvesniemi | Elena Välbe         |
| 5                                                       | Oslo           | 15 km Libre     | 15 janvier 1994  | Lioubov Iegorova | Manuela Di Centa        | Natalia Martinova   |
| Jeux olympiques d'hiver de 1994 (12 au 27 février 1994) |                |                 |                  |                  |                         |                     |
| 6                                                       | Lahti          | 30 km Libre     | 6 mars 1994      | Manuela Di Centa | Lioubov Iegorova        | Stefania Belmondo   |
| 7                                                       | Falun          | 10 km Libre     | 12 mars 1994     | Manuela Di Centa | Elena Välbe             | Trude Dybendahl     |
| 8                                                       | Thunder Bay    | 5 km Classique  | 19 mars 1994     | Larisa Lazutina  | Inger Helene Nybråten   | Svetlana Nagueïkina |
| 9                                                       | Thunder Bay    | 10 km Libre     | 20 mars 1994     | Manuela Di Centa | Larisa Lazutina         | Lioubov Iegorova    |